# Danis reverdini
Danis reverdini är en fjärilsart som beskrevs av Hans Fruhstorfer 1915. Danis reverdini ingår i släktet Danis och familjen juvelvingar. Inga underarter finns listade i Catalogue of Life.